# Alejandro Posada Bravo
Alejandro Posada Bravo fue un político y militar colombiano. General del Ejército, miembro del Partido Conservador y gobernador del departamento de Panamá desde 1886 hasta 1888.

## Biografía
Hijo del historiador y militar Joaquín Posada Gutiérrez y de Concepción Bravo García. Fue Secretario de Tesoro en el Gobierno de Rafael Nuñez Moledo y José Eusebio Otálora Martínez y Secretario de Fomento en el Gobierno de Otálora.
Posada fue el primer gobernador del istmo tras la eliminación del sistema federal por la Constitución de Colombia de 1886, y realizó una reforma administrativa profunda, donde reformó la policía y la hacienda, donde las arcas llegaron a tener un sobrante. También propulsó medidas de fomento y obras públicas, concentrándose en la higiene pública, construyendo canales de desagüe en las calles y empedrando éstas. Las medidas de saneamiento de fondos públicos de Posada causaron incomodidades hacia personas influyentes de la capital, que buscaban aprovecharse de privilegios leoninos.
No llegó a terminar su período como gobernador, y fue nombrado ministro plenipotenciario de Colombia en Roma.